# Trofeu Alfredo Binda-Comune di Cittiglio
El Trofeu Alfredo Binda-Comune di Cittiglio és una cursa ciclista femenina italiana que es disputa anualment pels voltants de Cittiglio, a la Llombardia. La cursa ret homenatge al ciclista Alfredo Binda, nascut a la població. Creada el 1974, és la cursa ciclista femenina amb més edicions disputades. Des del 2008 fins al 2015 va formar part del calendari de la Copa del món i, des del 2016, és una de les proves de l'UCI Women's WorldTour.

## Palmarès
| Any  | Vencedor             | Segon                    | Tercer                |         |
| ---- | -------------------- | ------------------------ | --------------------- | ------- |
| 1974 | Giuseppina Micheloni |                          |                       |         |
| 1975 | Nicole Vandenbroeck  |                          |                       |         |
| 1976 | Morena Tartagni      |                          |                       |         |
| 1977 | Nicoletta Castelli   |                          |                       |         |
| 1978 | Emanuela Menuzzo     |                          |                       |         |
| 1979 | Anna Morlacchi       |                          |                       |         |
| 1980 | Francesca Galli      |                          |                       |         |
| 1981 | Emanuela Menuzzo     |                          |                       |         |
| 1982 | Lucia Pizzolotto     |                          |                       |         |
| 1983 | Michela Tomasi       |                          |                       |         |
| 1984 | Maria Canins         |                          |                       |         |
| 1985 | Silvia Conti         |                          |                       |         |
| 1986 | Stefania Carmine     |                          |                       |         |
| 1987 | Rossella Galbiati    |                          |                       |         |
| 1988 | Elisabetta Fanton    |                          |                       |         |
| 1989 | Elisabetta Fanton    |                          |                       |         |
| 1990 | Maria Canins         |                          |                       |         |
| 1991 | Maria Paola Turcutto |                          |                       |         |
| 1992 | Maria Canins         | Maria Paola Turcutto     | Mara Calliope         |         |
| 1993 | Roberta Ferrero      | Mara Calliope            | Lucia Pizzolotto      |         |
| 1994 | Fabiana Luperini     | Lucia Pizzolotto         | Katia Longhin         |         |
| 1995 | Valeria Cappellotto  | Alessandra Cappellotto   | Imelda Chiappa        |         |
| 1996 | Valeria Cappellotto  | Imelda Chiappa           | Diana Žiliūtė         |         |
| 1999 | Fany Lecourtois      | Mari Holden              | Pia Sundstedt         |         |
| 2000 | Fabiana Luperini     | Pia Sundstedt            | Fany Lecourtois       |         |
| 2001 | Nicole Brändli       | Noemi Cantele            | Diana Žiliūtė         |         |
| 2002 | Swetlana Bubnenkowa  | Regina Schleicher        | Zinaïda Stahúrskaia   |         |
| 2003 | Diana Žiliūtė        | Valentina Karpenko       | Alison Wright         |         |
| 2004 | Oenone Wood          | Olivia Gollan            | Noemi Cantele         |         |
| 2005 | Nicole Cooke         | Katia Longhin            | Miho Oki              |         |
| 2006 | Regina Schleicher    | Diana Žiliūtė            | Katia Longhin         |         |
| 2007 | Nicole Cooke         | Giorgia Bronzini         | Martina Corazza       |         |
| 2008 | Emma Pooley          | Suzanne de Goede         | Diana Žiliūtė         |         |
| 2009 | Marianne Vos         | Emma Johansson           | Kristin Armstrong     |         |
| 2010 | Marianne Vos         | Martine Bras             | Emma Johansson        |         |
| 2011 | Emma Pooley          | Emma Johansson           | Annemiek van Vleuten  |         |
| 2012 | Marianne Vos         | Tatiana Guderzo          | Trixi Worrack         |         |
| 2013 | Elisa Longo Borghini | Emma Johansson           | Ellen van Dijk        |         |
| 2014 | Emma Johansson       | Lizzie Armitstead        | Alena Amialiússik     |         |
| 2015 | Lizzie Armitstead    | Pauline Ferrand-Prévot   | Anna van der Breggen  |         |
| 2016 | Lizzie Armitstead    | Megan Guarnier           | Jolanda Neff          |         |
| 2017 | Coryn Rivera         | Arlenis Sierra Cañadilla | Cecilie Uttrup Ludwig |         |
| 2018 | Katarzyna Niewiadoma | Chantal Blaak            | Marianne Vos          |         |
| 2019 | Marianne Vos         | Amanda Spratt            | Cecilie Uttrup Ludwig |         |
| 2020 | suspesa              | suspesa                  | suspesa               | suspesa |
| 2021 | Elisa Longo Borghini | Marianne Vos             | Cecilie Uttrup Ludwig |         |
| 2022 | Elisa Balsamo        | Sofia Bertizzolo         | Soraya Paladin        |         |
| 2023 | Shirin van Anrooij   | Elisa Balsamo            | Vittoria Guazzini     |         |
| 2024 | Elisa Balsamo        | Lotte Kopecky            | Puck Pieterse         |         |
| 2025 | Elisa Balsamo        | Blanka Vas               | Cat Ferguson          |         |